# Sorocea ganevii
Sorocea ganevii är en mullbärsväxtart som beskrevs av R.M.Castro. Sorocea ganevii ingår i släktet Sorocea och familjen mullbärsväxter. Inga underarter finns listade i Catalogue of Life.